# (33362) 1999 BP1
1999 BP1 (asteroide 33362) é um asteroide da cintura principal. Possui uma excentricidade de 0.10133760 e uma inclinação de 3.26932º.
Este asteroide foi descoberto no dia 16 de janeiro de 1999 por Korado Korlević em Visnjan.